# 시암의 사랑
시암의 사랑(The Love Of Siam)은 태국에서 제작된 추키아트 사크위라쿨 감독의 2007년 영화이다. 마리오 마우러 등이 주연으로 출연하였고 프라차야 핀카엡 등이 제작에 참여하였다.

## 출연

### 주연
- 마리오 마우러
- 윗위싯 히라니야웅쿨

### 조연
- 레일라 분야삭
- 칸야 라타페치
- 신자이 플렝파닛
- 송싯 룽고파쿤스리
- 핌판 부라나핌
- 지라유 라-옹마니
- 아팃 니욤쿨
- 아티차 퐁실피팟

## 제작진
- 미술: Monchai Tongsrisuebasakul
- 의상: Ekasith Meeprasertsakul